# Rezolucja Rady Bezpieczeństwa ONZ nr 1663
Rezolucja Rady Bezpieczeństwa ONZ nr 1663 została uchwalona 24 marca 2006 podczas 5396. posiedzenia Rady.
Najważniejsze postanowienia:
1. Przedłużenie mandatu Misji ONZ w Sudanie (UNMIS) do 24 września 2006 z zamiarem kolejnej prolongaty (punkt 1).
2. Nałożenie na sekretarza generalnego obowiązku przedkładania Radzie co 3 miesiące raportu o sytuacji w tym kraju (punkt 2).
3. Nałożenie na sekretarza generalnego i Unię Afrykańską obowiązku przeprowadzenia konsultacji międzynarodowych w sprawie źródeł aprowizacji dla Misji (punkt 6).